# Monaco vasúti közlekedése
Monaco hercegségben összesen csak egyetlen vasútállomás, a Gare de Monaco-Monte-Carlo található, a Marseille–Ventimiglia-vasútvonalon. Az állomást 1867-ben nyitották meg, és 1999-ben építették újjá. Monaco vasútvonalainak hossza 1,7 kilométer.
Monaco nem működtet saját vasúti közlekedését, minden vasúti szolgáltatást a francia SNCF végez.

## Vasúti kapcsolata más országokkal
- Franciaország – azonos nyomtávolság
- Olaszország – azonos nyomtávolság